# Amenhotep (gran sacerdot d'Amon)
Amenhotep fou gran sacerdot d'Amon en temps de Ramsès IX, Ramsès X i fins a Ramsès XI. Fou també visir. Era fill de Ramessesnakht.
En temps de Ramsès XI (vers 1100 aC), per orde del faraó, el virrei de Núbia, Paneshy, el va atacar amb intenció de deposar-lo i el va assetjar al temple de Madinet Habu. Després Amenhotep va deixar de ser gran sacerdot però no se sap si va sobreviure. Alguns experts consideren que Paneshy va poder exercir algun temps com a gran sacerdot.